# Wladimir Michailowitsch Jurowski (Dirigent)

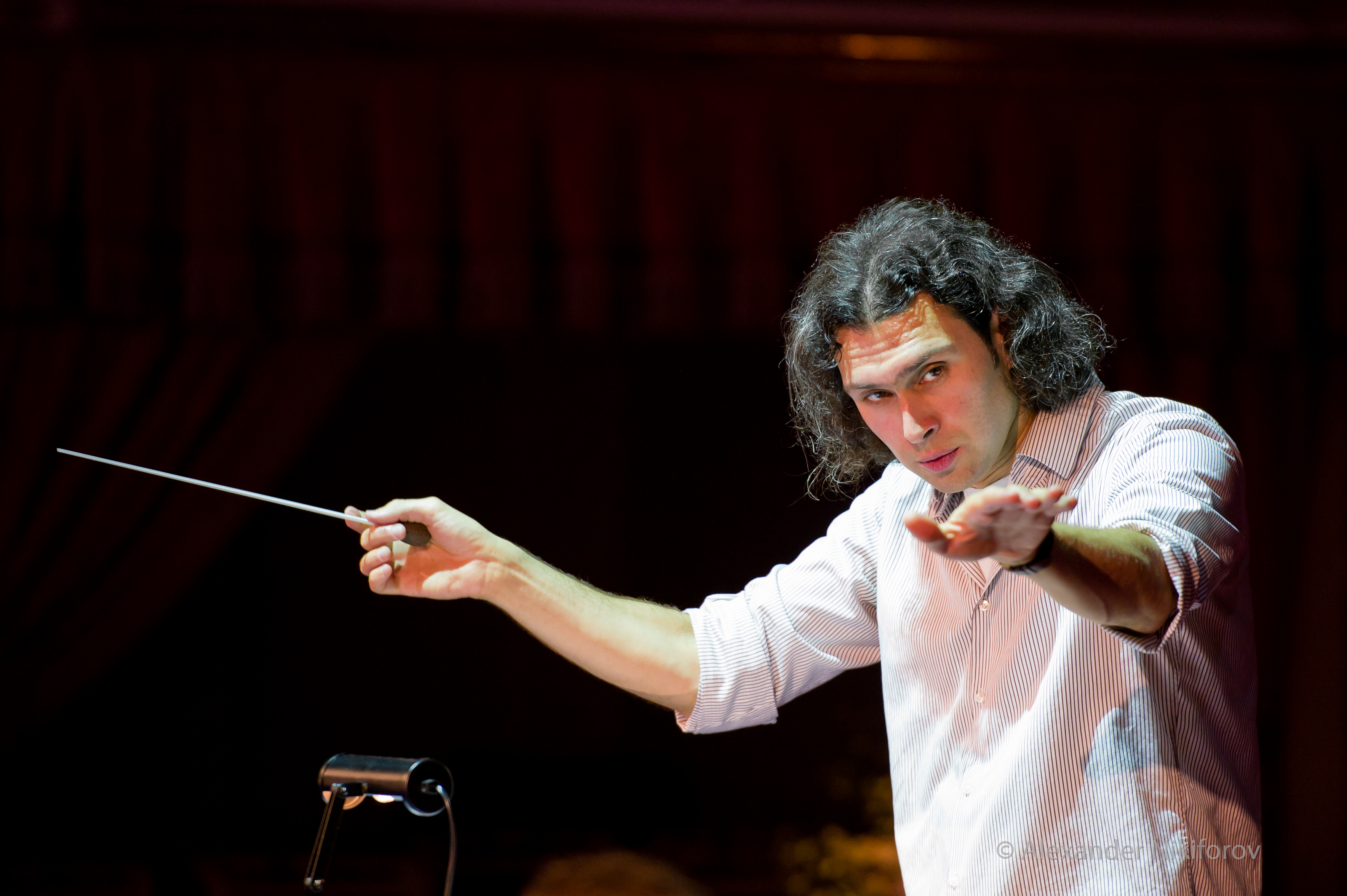
Wladimir Jurowski (2011)

Wladimir Michailowitsch Jurowski (russisch Владимир Михайлович Юровский; anhörenⓘ; * 4. April 1972 in Moskau) ist ein russischer Dirigent. Er ist seit 2017 Chefdirigent des Rundfunk-Sinfonieorchesters Berlin (RSB) und seit 2021 Generalmusikdirektor der Bayerischen Staatsoper.

## Leben
Jurowski wurde als Sohn des Dirigenten Michail Wladimirowitsch Jurowski in Moskau geboren. Er studierte zunächst bei seinem Vater und am Moskauer Konservatorium, später bei Rolf Reuter an der Hochschule für Musik Hanns Eisler Berlin und bei Sir Colin Davis an der Musikhochschule Dresden. Mit 23 Jahren gab er 1995 sein internationales Debüt bei der Wexford Festival Opera (Irland) mit der Mainacht von Rimski-Korsakow. 1996 dirigierte er erstmals in Covent Garden (Nabucco von Giuseppe Verdi).
Nach einem Engagement an der Komischen Oper Berlin und Gastdirigaten an bedeutenden Opernhäusern weltweit (u. a. an der Opéra Bastille in Paris und dem Teatro La Fenice in Venedig) war Jurowski von 2001 bis 2013 musikalischer Leiter der Glyndebourne Festival Opera in England. Nach einer Zeit als erster Gastdirigent ab 2003 war er als Nachfolger von Kurt Masur von 2007 bis 2021 Chefdirigent des London Philharmonic Orchestra, wo er seither als Conductor emeritus wirkt.
Am 24. Oktober 2011 wurde Jurowski Künstlerischer Leiter des Staatlichen Akademischen Sinfonieorchesters Russlands (Swetlanow Sinfonieorchester). 2019 kündigte er im Deutschlandfunk an, seine Arbeit als Chefdirigent dieses Orchesters in Moskau aus ökologischen Gründen zu beenden und künftig Flugreisen einzuschränken. Er beendete seinen Vertrag 2021.
Im September 2017 wurde Jurowski als Nachfolger von Marek Janowski Chefdirigent und Künstlerischer Leiter des Rundfunk-Sinfonieorchesters Berlin (RSB).
Im Herbst 2021 übernahm Jurowski zudem als Nachfolger von Kirill Petrenko den Posten des Generalmusikdirektors der Bayerischen Staatsoper.
Wegen seiner Kritik am russischen Überfall auf die Ukraine gilt er seit 2022 in Moskau als Persona non grata. Am 22. September 2022 wurde Jurowski in der Rubrik Sagen Sie jetzt nichts – Interview ohne Worte des SZ-Magazins gestisch porträtiert.

## Auszeichnungen
- International Opera Award 2018[8]